# Рушевац (Крижевци)
Рушевац је насељено место у саставу града Крижеваца у Копривничко-крижевачкој жупанији, Република Хрватска.

## Историја
До територијалне реорганизације у Хрватској налазио се у саставу бивше велике општине Крижевци.

## Становништво
На попису становништва 2011. године, Рушевац је имао 182 становника.

## Попис1991.
На попису становништва 1991. године, насељено место Рушевац је имало 212 становника, следећег националног састава:
| Попис 1991.‍  | Попис 1991.‍  | Попис 1991.‍ | Попис 1991.‍ | Попис 1991.‍ |
| ------------ | ------------ | ----------- | ----------- | ----------- |
|              |              |             |             |             |
| Хрвати       | Хрвати       |             | 202         | 95,28%      |
| неопредељени | неопредељени |             | 10          | 4,71%       |
| укупно: 212  |              |             |             |             |